# Bahía de Guantánamo

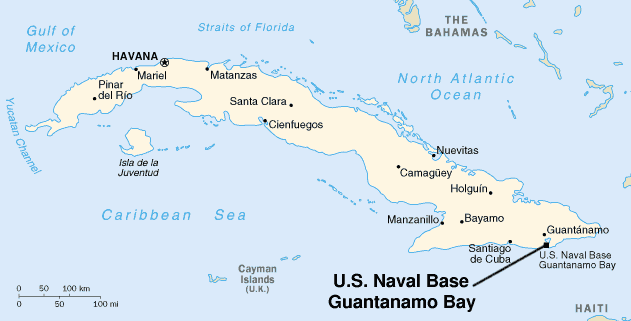
Lage der Bucht von Guantánamo auf der Karte von Kuba

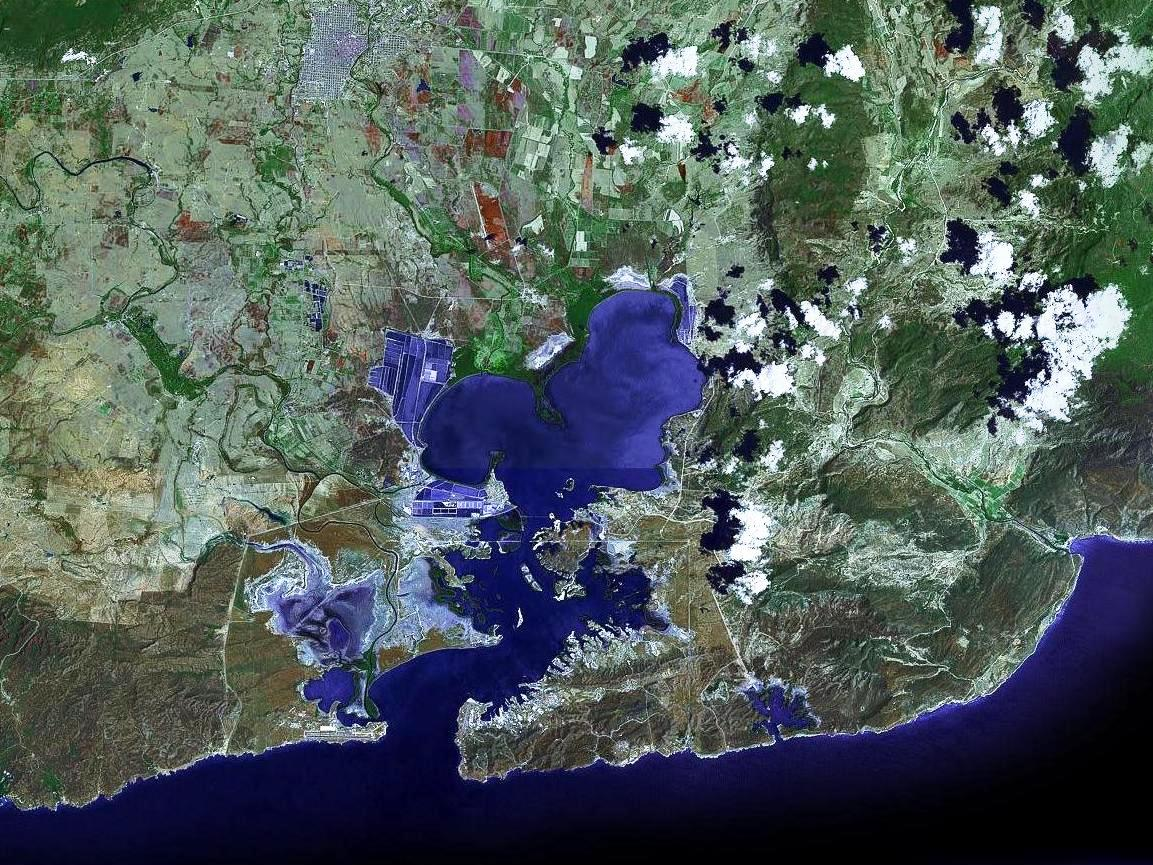
Satellitenbild

Die Bahía de Guantánamo (spanisch für Bucht von Guantánamo) ist eine 20 Kilometer ins Land ragende und bis zu acht Kilometer breite Bucht des Karibischen Meeres im südlichen Teil von Kuba. Sie trägt den Namen der zwölf Kilometer nördlich gelegenen Stadt Guantánamo.
In der Bucht von Guantánamo befindet sich ein Naturhafen, der aufgrund der großen Wassertiefe auch von U-Booten und großen Schiffen angesteuert werden kann.
Im deutschen Sprachraum wird die englische Bezeichnung der Bucht, „Guantanamo Bay“, meist mit dem am südlichen Teil der Bucht liegenden Pachtgebiet des US-Militärs, der Guantanamo Bay Naval Base, sowie mit dem 2002 errichteten dortigen Gefangenenlager in Verbindung gebracht. Die Fläche von rund 117 km² wird seit 1903 von den USA gepachtet, doch der rechtliche Status ist ein Streitpunkt zwischen Kuba und den Vereinigten Staaten: Kuba verlangt die Rückgabe des Geländes. Die USA hatten Kuba im Krieg gegen Spanien unterstützt und nach dem Sieg über Spanien 1898 einen 100-jährigen Pachtvertrag abgeschlossen. 1934 wurde er im Rahmen einer Zusatzvereinbarung auf unbestimmte Zeit verlängert.